# Dialecte dalecarlià
El dalecarlià o elfdalià (övdalsk o övdalską en dalecarlià, älvdalska o älvdalsmål en suec) és una llengua escandinava parlada per fins a 3,000 persones que viuen al municipi d'Älvdalen (Övdaln), el qual és localitzat al nord de la província històrica de Dalarna, a Suècia. Com totes les llengües escandinaves modernes, el dalecarlià s'ha desenvolupat a partir del nòrdic antic, una llengua germànica que va ser parlada pels habitants d'Escandinàvia i a les seves colònies a l'estranger durant l'era vikinga, aproximadament fins a l'any 1300. La varietat d'Älvdalen es va desenvolupar aïlladament dels altres dialecte de la zona des de l'edat mitjana i per això es considera que és força més conservador la resta de dialectes dalarnians.
Tradicionalment era considerat un dialecte suec, però fent servir l'estàndard de mútua comprensió, el dalecarlià ha d'ésser considerat una llengua pròpia i diferenciada. Tot i que no hi ha cap intel·ligibilitat mútua amb la llengua nacional, avui dia tots els parlants d'aquesta varietat són bilingües i també parlen suec a nivell nadiu.

## Característiques

### Arcaismes
- Reté les consonants fricatives sonores /ð/, /ɣ/ i /β/ del nòrdic antic.
- Reté les declinacions del nominatiu, acusatiu i datiu.
- Reté les vocals nasals.
- Reté l'aproximant labiovelar provinent del protogermànic /w/, només conservada per l'anglès i el dalecarlià: wattn 'aigua', will 'vol', wet 'sap'.

### Innovacions úniques
- Assimilació dels clústers protoescandinaus mp, nt i nk a pp, tt i kk.
- Canvi d'a a o abans de nk protoescandinau (però no abans de kk).
- Canvi dels diftongs ei, ey i au del nòrdic antic a ie, ä i o.
- Diftongació de les vocals altes í, ý, ú del nòrdic antic a ai, åy, au i de les vocals mitjanes ó, œ a uo, yö.
- Desenvolupament d'harmonia vocàlica.
- Pèrdua d'hac: compara dalecarlià aus amb suec hus ('casa') i dalecarlià imil amb suec himmel ('cel, paradís').

### Vocals nasals
Les vocals nasals són una característica única del dalecarlià; han estat perdudes de tots els altres descendents del nòrdic antic. Tenen diversos orígens, però la majoria venen de la pèrdua d'una consonant nasal, anteriorment essent nasalitzada la vocal anterior.
- Pèrdua de *n abans de *h provinent del clúster *nh del protogermànic, restant-ne només la nasalització: gą̊tt "entrada" (proto-germànic *ganhtiz).
- Pèrdua de consonants nasals abans de *s: gą̊ss "oca" (protogermànic *gans), įster "saïm" (baix alem''any: inster). ' '''
- Pèrdua de * n abans de * l i * r: ųor "nostre" (protoescandinau * unzraz).
- Pèrdua de * n a fi de mot però només pels monosíl·labs: ą̊ "damunt" (protogermànic *an), sją̊ "veure" (protoescandinau * sehwą), tųo "dos (acusatiu)" (protogermànic * twanz) i el prefix ųo- "des-" (protogermànic * un).
- Pèrdua de * n abans de * s: rįesa "rentar" (nordic antic hreinsa), wįster "esquerre" (nòrdic antic vinstri).
- Nasalitat espontània (no etimològica): rįesa "viatjar" (baix alemany: resen), kęse "formatge" (nordic antic kæsir, del llatí caseus).
- Abans de consonants nasals la nasalització de la vocal és al·lofònica.

## Fonologia
És comparable al suec i al noruec pel que fa al nombre i qualitat de les vocals, tret que a més a més té vocals nasals. Ha retingut el les fricatives dental, velar i labial sonores del nòrdic antic. La realització d'r és [r], igual que una doble erra catalana. a diferència de moltes varetats de noruec i suec, el dalecarlià no assimila els clústers /rt, rd, rs, rn, rl/ a consonants retroflexesConsonant retroflexa. L'accent tònic generalment es fa a la primera síl·laba de la paraula.

## Gramàtica
Com altres dialectes del voltant, el dalecarlià reté diverses característiques gramaticals i fonològiques que no han canviat gaire del nòrdic antic. Havent-se desenvolupat en relatiu isolament des d'èpoques antigues, també hi ha diverses innovacions úniques trobades només en el parlar dalecarlià.

### Morfologia
Té una estructura morfològica heretada directament del nòrdic antic. Els verbs són conjugats segons la persona i el nombre, i els substantius tenen quatre casos gramaticals, com l'alemany i l'islandès. El sistema de tres gèneres gramaticals també ha estat retingut del nòrdic antic. Com les altres llengües escandinaves, els substantius tenen formes definitives i indefinides, en lloc de marcar-ho amb article definitiu separat (com en català). La declinació de warg, "llop" és l'exemple clàssic de com el dalecarlià declina els noms (Levander, 1909):
|           | Singular  | Singular  | Plural  | Plural    |
| Indefinit | Definit   | Indefinit | Definit |           |
| --------- | --------- | --------- | ------- | --------- |
| Nominatiu | warg      | wargen    | warger  | wargär    |
| Acusatiu  | warg      | wardjin   | warga   | wargą     |
| Datiu     | wardje    | wardjem   | wargum  | wargum(e) |
| Genitiu   | (wardjes) | wardjemes | -       | wargumes  |